# Grupo Desportivo Recreativo Cultural e Social de Lamas
O Grupo Desportivo Recreativo Cultural e Social de Lamas foi um clube português sediado em Moledo, no Município de Castro Daire, Distrito de Viseu. O clube foi fundado em 1977 e o seu  presidente era o Arlindo Monteiro. Na época de 2007/08, a equipa de seniores de futebol, participou, no campeonato da III Divisão, série C. Contudo no ano seguinte, 2008, o clube foi extinto.

## Futebol do Social

### Histórico (inclui 07/08)
|                    | N.º Presenças | Títulos |
| ------------------ | ------------- | ------- |
| Temporadas na 1.ª  | 0             |         |
| Temporadas na 2.ª  | 0             |         |
| Temporadas na 2.ªB | 0             |         |
| Temporadas na 3.ª  | 5             |         |
| Taça de Portugal   | -             |         |
| Taça da Liga       | 0             |         |

## Estádio
A equipa de futebol disputava os jogos em casa no Campo do Barreiro.